# San Roque (kommun i Spanien)
San Roque är en kommun i Spanien.   Den ligger i provinsen Provincia de Cádiz och regionen Andalusien, i den södra delen av landet, 500 km söder om huvudstaden Madrid. Antalet invånare är 30 516. Arean är 147 kvadratkilometer. San Roque gränsar till La Línea de la Concepción, Los Barrios, Castellar de la Frontera, Jimena de la Frontera, Casares och Manilva. 
Terrängen i San Roque är kuperad västerut, men norrut är den platt.